# William Rutter Dawes

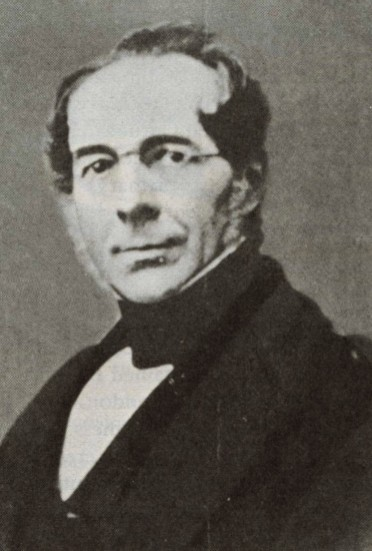
William Rutter Dawes

William Rutter Dawes (* 19. März 1799 in London; † 15. Februar 1868 in Haddenham) war ein englischer Astronom und Geistlicher. Er führte insbesondere Beobachtungen der Planeten und Messungen von Doppelsternen durch.

## Leben und Wirken
Dawes Vater war ein an der Astronomie interessierter Mathematiklehrer. Dawes Mutter starb sehr früh. Als sein Vater den Posten des Gouverneurs von Sierra Leone annahm, wurde Dawes zunächst von seinem Großvater in Portsmouth aufgezogen. Von 1807 an lebte er (abgesehen von einer zweijährigen Unterbrechung, während der sein Vater sich in England aufhielt) in der Familie von Reverend Thomas Scott, einem seinerzeit bekannten Kommentator der Bibel.
Da sein Vater für ihn die Laufbahn eines Geistlichen vorgesehen hatte, studierte Dawes zunächst Theologie unter Scott, konnte jedoch einige Lehrmeinungen der anglikanischen Kirche nicht akzeptieren. Er nahm daher das Studium der Medizin auf und praktizierte nach dem Abschluss als Arzt. In dieser Zeit heiratete er die um einige Jahre ältere Witwe von Thomas Scott. 1826 nach dem Tod seiner einzigen Schwester ließ er sich in Liverpool nieder. Er wandte sich wieder der Religion zu und übernahm eine kleine anglikanische Gemeinde in Ormskirk.
Dawes besaß von Kindheit an ein sehr großes Interesse an der Astronomie. Sein erstes Teleskop war ein Refraktor mit nur 4 cm Öffnung, mit dem er in Liverpool durch ein geöffnetes Fenster hindurch Beobachtungen durchführte. In Ormskirk richtete er seine erste Sternwarte ein, die mit einem 9-cm-Refraktor der Firma Dolland ausgestattet war. Aufgrund seiner angeschlagenen Gesundheit gab Dawes 1839 seine Gemeinde ab, nahm ein Angebot von George Bishop an und arbeitete vier Jahre an dessen Observatorium am Regents Park.
Dawes galt als einer der besten Beobachter seiner Zeit und erhielt den Spitznamen „Adlerauge“ (tatsächlich war Dawes stark kurzsichtig). Von 1831 bis 1844 führte Dawes genaueste Messungen der Positionen von Doppelsternen durch.
1842 heiratete er zum zweiten Mal – seine erste Frau war mehrere Jahre zuvor in Ormskirk verstorben. Die Ehe mit der wohlhabenden Witwe von John Welsby, Rechtsanwalt in Ormskirk, brachte eine finanzielle Unabhängigkeit mit sich. 1844 zog das Paar nach Cranbrook in der Grafschaft Kent. Hier errichtete Dawes sein zweites Observatorium, das er mit einem sehr guten 6-Zoll (15 cm) Refraktor der Firma Merz aus München ausrüstete.
Ihn verband eine enge Freundschaft mit dem Astronomen John Herschel (dem Sohn Wilhelm Herschels), der mit seiner Familie nur einige Kilometer von Cranbrook entfernt wohnte. Darüber hinaus war er mit William Lassell befreundet. In der Nacht des 18. September 1848, als Lassell den achten Saturnmond (später Hyperion genannt) fand, war Dawes zu Besuch in dessen Observatorium bei Liverpool. Da Lassell das lichtschwache Pünktchen zuerst entdeckte, gilt er als Entdecker des Mondes (zusammen mit den US-Amerikanern William Cranch Bond und George Phillips Bond, die ihn in der gleichen Nacht wahrnahmen).
1850 verlegte Dawes sein Observatorium nach Wateringbury, nahe Maidstone. 1851 entdeckte er tiefdunkle Bereiche in der Umbra von Sonnenflecken. 1852 entwickelte er ein spezielles Okular, welches das Risiko der Sonnenbeobachtung minimierte und detailliertere Beobachtungen der Photosphäre ermöglichte. 1857 zog er nach Hopefield bei Haddenham in der Nähe der Themse.
Als seine Frau im Jahre 1860 starb, fiel Dawes in tiefe Depressionen und sein Gesundheitszustand verschlechterte sich weiter. Schon seit Jahren litt er an sehr starken Kopfschmerzen. Nun stellten sich Asthma, Herzbeschwerden und zunehmende Taubheit ein. Seine Beobachtungen konnte Dawes nur noch sehr eingeschränkt fortführen.
Während der Opposition des Mars im Jahre 1864 fertigte er 27 detaillierte Zeichnungen des Planeten an. Aus diesen erstellte Richard Anthony Proctor eine der ersten Marskarten, die 1869 veröffentlicht wurde.
Dawes verstarb 1868 an einem Apoplex und wurde auf dem Friedhof von Haddenham beigesetzt.

## Ehrungen
Dawes wurde 1830 als Mitglied in die Royal Astronomical Society aufgenommen, die ihn für seine Leistungen 1855 mit der Goldmedaille der Royal Astronomical Society auszeichnete. 1865 wurde er als Mitglied („Fellow“) in die Royal Society aufgenommen.
Zu seinem Gedenken wurde jeweils ein Einschlagkrater auf dem Mond (Dawes) und dem Mars benannt. Noch heute ist William Rutter Dawes Name auch mit dem sogenannten Dawes-Kriterium verbunden, in dem er eine empirische Formel aufstellte, die den kleinsten Winkelabstand angibt, in dem zwei Sterne noch als einzelne Objekte wahrnehmbar sind.